# Cewi Jehuda
Cewi Jehuda (hebr.: צבי יהודה, ang.: Zvi Yehuda, ur. 1889 w Humaniu, zm. 3 października 1965) – izraelski polityk, w latach 1949–1951 poseł do Knesetu z listy Mapai.
W pierwszych wyborach parlamentarnych w 1949 po raz pierwszy i jedyny dostał się do izraelskiego parlamentu.